# ميهمان شهر سلطانية (سلطانية)
میهمان شهر سلطانیة (بالفارسية: میهمان شهرسلطانیه) هي قرية تقع في إيران في قسم سلطانیة الریفي. يقدر عدد سكانها بـ 15 نسمة بحسب إحصاء 2016.